# 楊盛硯
楊盛硯（1997年1月18日—）是臺灣男子籃球運動員，主打後衛位置，最後效力於超級籃球聯賽彰化璞園柏力力。

## 學生時代
國小就讀彰化縣溪湖國小，畢業後被溪湖國中體育組長挖掘在至彰化溪湖國中籃球隊發展，同時期隊友為高孟偉及杜思汗，並於100學年度奪得國中籃球聯賽乙級冠軍。國中畢業後，與國中的隊友高孟偉及杜思汗一起選擇就讀台南新榮高中。

### 大學時期
大學就讀國立體育大學，在總教練桑茂森的建議下，從原本的2、3號位置的球員，轉型成1號，花了很多時間去調整與適應。大三時成為隊上先發控球後衛，背號為2號，與當時大四的學長陳昱瑞、潘向挺及周暐宸在經歷15場預賽以及7場複賽、共22場比賽後打進四強。四強戰擊敗義守大學後成功叩關冠軍戰，面對衛冕軍健行科技大學時，在不被看好之下，奪下106學年度大專籃球聯賽公開男一級冠軍，而這也是國立體育大學的隊史首冠。升上大四後，擔任主力控球後衛及肩負隊長職責，在衛冕的壓力之下，跌跌撞撞闖進八強，球隊磨合順利，順利進入四強，在四強戰強碰上一學年度挑戰衛冕失利的健行科技大學，這次國立體育大學吞下敗戰，最終在季軍戰擊敗國立臺灣師範大學，拿下107學年度大專籃球聯賽公開男一級殿軍。

## 職業生涯
2019年6月，中國男子籃球職業聯賽公布2019年選秀名單，楊盛硯以港澳台球員資格參選。

### 新疆廣匯後備隊（2019-2020）
楊盛硯在2019年7月29日CBA選秀會上以第二輪第18順位由新疆廣匯選入。獲選後的楊盛硯，開季起便未得到中国男子篮球职业联赛（CBA）出賽機會，全年代表新疆廣匯後備隊在中国篮球发展联赛（CBDL）出賽21場。

### 福爾摩沙台新夢想家/福爾摩沙夢想家（2020-2024）
楊盛硯在2020年考量了兵役問題與自2019年起延燒的COVID-19疫情，選擇返回台灣，並赴新成立的台灣職業籃球聯賽P. LEAGUE+旗下球隊試訓，同年十月和寶島夢想家簽約（同年十一月獲台新銀行冠名，更名為福爾摩沙台新夢想家）。

### 桃園台啤永豐雲豹（2024-至今）
2024年7月20日，福爾摩沙夢想家將楊盛硯與2024年新人選秀會第一輪選秀權交易至桃園台啤永豐雲豹，換取現金。12月11日，楊盛硯以租借方式加入超級籃球聯賽彰化柏力力。

## 生涯數據

### P. LEAGUE+

#### 例行賽
| 賽季    | 球隊               | GP | MPG   | 2P%   | 3P%   | FT%   | RPG  | APG  | SPG  | BPG | PPG  |
| ------- | ------------------ | -- | ----- | ----- | ----- | ----- | ---- | ---- | ---- | --- | ---- |
| 2020–21 | 福爾摩沙台新夢想家 | 18 | 19:05 | 42.31 | 19.15 | 77.78 | 1.17 | 1.33 | 0.44 | 0   | 3.11 |

#### 季後賽
| 賽季    | 球隊               | GP | MPG   | 2P% | 3P% | FT% | RPG | APG  | SPG | BPG | PPG  |
| ------- | ------------------ | -- | ----- | --- | --- | --- | --- | ---- | --- | --- | ---- |
| 2020–21 | 福爾摩沙台新夢想家 | 4  | 06:14 | 0   | 20  | 0   | 1   | 0.25 | 0   | 0   | 0.75 |